# European Sustainability Reporting Standards
Mit den European Sustainability Reporting Standards (ESRS) werden die Details der Nachhaltigkeitsberichtserstattung von Unternehmen der Europäischen Union geregelt. Mit der Ausarbeitung der ESRS wurde die European Financial Reporting Advisory Group (EFRAG) von der Europäischen Kommission beauftragt. Die ESRS spezifizieren die Anforderungen der Corporate Sustainability Reporting Directive (CSRD).

## Historie
Im Rahmen der Richtlinie (EU) 2022/2464 (CSRD) wurde die EFRAG von der Europäischen Kommission mit der Erarbeitung von Entwürfen für die ESRS beauftragt:
- Im Sommer 2022 wurden erste Entwürfe im Rahmen einer bis Anfang August laufenden Konsultation veröffentlicht[3].
- Ende November 2022 wurden aktualisierte Entwürfe publiziert, in denen die vorgesehenen Offenlegungspflichten und Datenpunkte gegenüber den ersten Entwürfen erheblich reduziert wurden.
- Am 31. Juli 2023 hat die Europäische Kommission die ESRS angenommen[4].
- Die Veröffentlichung ist durch den RTS zur CSRD erfolgt. Es handelt sich um die „Delegierte Verordnung (EU) 2023/2772 der Kommission vom 31. Juli 2023 zur Ergänzung der Richtlinie 2013/34/EU des Europäischen Parlaments und des Rates durch Standards für die Nachhaltigkeitsberichterstattung“, die am 22. Dezember 2023 im Amtsblatt der EU veröffentlicht wurde und am 1. Januar 2024 in Kraft getreten ist.

## Aufbau
Diese Delegierte Verordnung besteht aus drei Teilen, die 284 Seiten umfassen:
- Der Rechtsakt selbst nimmt nur 2 Seiten ein, davon eine Seite mit den Erwägungsgründen und eine Seite mit zwei Artikeln.
- Es folgt der Anhang 1 (mit 252 Seiten), der die 12 ESRS enthält.
- Abschließend folgt der Anhang 2 (mit 30 Seiten) mit Abkürzungsverzeichnis und Glossar.

Die insgesamt 12 ESRS sind in 4 Gruppen aufgeteilt:
1. Allgemeine Standards
  - ESRS 1  Allgemeine Anforderungen[6]
  - ESRS 2  Allgemeine Angaben[7]
2. Umwelt-Standards
  - ESRS E1 Klimawandel[8]
  - ESRS E2 Umweltverschmutzung[9]
  - ESRS E3 Wasser- und Meeresressourcen[10]
  - ESRS E4 Biologische Vielfalt und Ökosysteme[11]
  - ESRS E5 Ressourcennutzung und Kreislaufwirtschaft[12]
3. Soziale Standards
  - ESRS S1 Eigene Belegschaft
  - ESRS S2 Arbeitskräfte in der Wertschöpfungskette
  - ESRS S3 Betroffene Gemeinschaften
  - ESRS S4 Verbraucher und Endnutzer
4. Governance-Standards
  - ESRS G1 Unternehmenspolitik

## ESRS 1 Allgemeine Anforderungen
Im ESRS 1 werden der grundsätzliche Aufbau der ESRS beschrieben, die Konventionen zur Ausarbeitung und die zugrunde liegenden Konzepte erläutert sowie allgemeine Anforderungen an die Erstellung und Darstellung nachhaltigkeitsbezogener Informationen festgelegt. Wesentlicher Inhalt ist die Einführung in das Konzept der doppelten Wesentlichkeit. Ein Nachhaltigkeitsaspekt wird demnach als wesentlich eingestuft, wenn der Aspekt entweder aus der Inside-out-Perspekte (Impact Materiality) oder aus der Outside-in-Perspekte (Financial Materiality) wesentlich ist. Aus Inside-Out-Perspektive ist der Aspekt wesentlich, wenn die Unternehmung durch seine Tätigkeit wesentliche Auswirkungen auf die Umwelt oder Menschen haben könnte. Bei diesen Auswirkungen sind tatsächliche und potenzielle sowie positive und negative Auswirkungen relevant. Aus der Outside-in-Perspektive ist der Aspekt wesentlich, wenn es nachhaltigkeitsbezogene Chancen oder Risiken gibt, die sich wesentlich auf die Vermögens-, Finanz- oder Ertragslage der Gesellschaft auswirken können. Hierbei sind neben kurz- und mittelfristigen Auswirkungen auch langfristige Auswirkungen auf die Vermögens-, Finanz- und Ertragslage beachtlich.
Gem. ESRS 1.112 werden die Nachhaltigkeitsinformationen (= der Nachhaltigkeitsbericht) in einem gesonderten Abschnitt innerhalb des Lageberichts aufgeführt. 
ESRS 1.59 erläutert das Konzept der Sustainability Due Diligence. Hierbei handelt es sich um Verfahren, mit dem Unternehmen ermitteln, wie sie mit tatsächlichen und potenziellen negativen Auswirkungen auf Umwelt und Menschen im Zusammenhang mit ihrer Geschäftstätigkeit umgehen, sie verhindern, mindern und darüber Rechenschaft ablegen. Diese Verfahren sind dann im Rahmen von ESRS 2 umfassend zu erläutern und deren Umsetzung zu beschreiben. 

## ESRS 2 Allgemeine Angaben
ESRS legt die Offenlegungsanforderungen fest, die alle Unternehmen unabhängig von ihrem Sektor erfüllen müssen. Der Standard ist für alle Unternehmen verpflichtend, während die themenbezogenen Standards Gegenstand einer Wesentlichkeitsbewertung sind. Der Standard unterteilt sich in fünf Bereiche: 
1. Grundlagen für die Erstellung (BP-1 und BP-2)
2. Governance (GOV-1 bis GOV-5)
3. Strategie (SBM-1 bis SBM-3)
4. Auswirkungen, Risiken und Chancen (IRO-1 und IRO-2)
5. Kennzahlen und Ziele (MDR-M und MRT-T)

Gem. den Berichtsanforderungen des BP-1 ist insbesondere anzugeben, ob die Nachhaltigkeitserklärung auf konsolidierter oder auf individueller Basis erstellt worden ist und inwieweit die vor- und nachgelagerte Wertschöpfungskette des Unternehmens abgedeckt wird. Im Falle einer konsolidierten Berichterstattung ist der Umfang des Konsolidierungskreises anzugeben. 

## ESRS E1 Klimawandel
ESRS E1 behandelt folgende Unterthemen: 
1. Anpassung an den Klimawandel
2. Klimaschutz
3. Energie

## ESRS E2 Umweltverschmutzung
ESRS E2 behandelt folgende Unterthemen: 
1. Luft-, Wasser- und Bodenverschmutzung
2. Verschmutzung von lebenden Organismen und Nahrungsressourcen
3. Besorgniserregende und besonders besorgniserregende Stoffe
4. Mikroplastik

## ESRS E3 Wasser- und Meeresressourcen
ESRS E3 behandelt folgende Unterthemen: 
1. Wasser
2. Meeresressourcen

## ESRS E4 Biologische Vielfalt & Ökosysteme
ESRS E4 behandelt folgende Unterthemen: 
1. Direkte Ursachen des Biodiversitätsverlusts
2. Auswirkungen auf den Zustand der Arten
3. Auswirkungen auf Umfang und Zustand von Ökosystemen
4. Auswirkungen und Abhängigkeiten von Ökosystemdienstleistungen

## ESRS E5 Ressourcennutzung & Kreislaufwirtschaft
ESRS E5 behandelt folgende Unterthemen: 
1. Ressourcenzuflüsse (einschließlich Ressourcennutzung)
2. Ressourcenabflüsse im Zusammenhang mit Produkten und Dienstleistungen
3. Abfälle